# Росселла Ф'ямінго
Росселла Ф'ямінго (італ. Rossella Fiamingo; нар. 14 липня 1991 року, Катанія, Італія) — італійська фехтувальниця (шпага), срібна призерка Олімпійських ігор 2016 року в індивідуальній шпазі, бронзова призерка Олімпійських ігор 2020 року, дворазова чемпіонка світу в індивідуальній першості (2014 і 2015), призерка чемпіонатів світу та Європи. Ставала чемпіонкою Європи серед кадетів та юніорів.

## Кар'єра
Росселла Ф'ямінго народилася 14 липня 1991 року в Катанії. У дитинстві займалася художньою гімнастикою. У сім років тато спортсменки відвід її у фехтувальну школу. Тренером Росселли став Джіанні Сперлінья, який тренує її і сьогодні.
До основної італійської команди приєдналася у сезоні 2010—2011. У 2011 здобула свою першу дорослу медаль, ставши бронзовою призеркою чемпіонату світу
у командній шпазі. Брала учать у літніх Олімпійських іграх 2012. У індивідуальному турнірі перемогла Назомі Накато та Майю Лоуренс, але у чвертьфіналі програла майбутній бронзовій призерці Сунь Юйцзє. У командній шпазі Італія здобула лише сьоме місце.
У 2014 році Россела Ф'ямінго зуміла стати чемпіонкою світу в індивідуальній шпазі та здобути бронзову медаль з командою. Через рік їй вдалося захистити титул чемпіонки світу, а також здобути срібну нагороду чемпіонату Європи у особистих змаганнях та бронзову з командою.
У фіналі Олімпійських ігор 2016 програла угорці Емеші Сас.

## Виступи на Олімпіадах
| Олімпіада           | Дисципліна          | Місце |
| ------------------- | ------------------- | ----- |
| Лондон 2012         | індивідуальна шпага | 7     |
| Лондон 2012         | командна шпага      | 7     |
| Ріо-де-Жанейро 2016 | індивідуальна шпага | 2     |
| Токіо 2020          | індивідуальна шпага | 8     |
| Токіо 2020          | командна шпага      | 3     |
| Париж 2024          | індивідуальна шпага | 21    |
| Париж 2024          | командна шпага      | 1     |